# Fédération des associations du commerce international
La Fédération des associations du commerce international (Federation of International Trade Associations - FITA), a été fondée en 1984 pour favoriser le négoce international en appuyant les associations locales, régionales, nationales ou internationales du secteur import export en Amérique du Nord (États-Unis, Canada, Mexique).
La FITA est le partenaire stratégique de l'US Commercial Service pour le commerce en ligne. L’USCS est une unité de l’Agence pour le commerce international, l’agence américaine du commerce extérieur chargée de promouvoir les exportations non agricoles.

## Négoce international
La FITA offre des services aux opérateurs du négoce international : offres d'emploi, études de marché gratuites, fiches pays, liens, documentation, formation ...
Les 450 associations membres de la FITA représentent plus de 450 000 de ces intervenants : exportateur, importateur, société d'import export, société de conseil en commerce international, transitaire, courtier en douane, entreprise de transport international, banque, assureur crédit-export, expert en échange international, agent de négoce international, place de marché internationale, association, organisateur de salon international, cabinet d'avocats et de consultants internationaux...
La Fédération des associations du commerce international publie gratuitement une lettre par courrier électronique deux fois par mois à 100 000 abonnés du négoce international : Renseignements utiles pour les professionnels du commerce international.

## Service et conseil pour développer le commerce extérieur des entreprises
La Fédération des associations du commerce international fournit des informations, prestations, conseils et services  aux entreprises pour les aider à développer leurs opérations internationales. Elle parraine des séminaires de l'USDOC (Bureau de l'industrie et de la sécurité, division des services de formation et de sensibilisation) et propose de nombreux services sur ses sites fita.org et globatrade.net. La FITA fournit aussi des conseils à ses membres pour développer leurs services auprès des entreprises du commerce international.

### Site fita.org
Par l'intermédiaire de son site web www.fita.org la FITA offre notamment les services suivants :
- des liens vers plus de 8 000 sites sur l’import-export et le commerce en ligne international.
- des offres d'emploi dans le commerce international (plus de 500 en décembre 2010)
- des fiches sur 99 pays, comprenant l'environnement économique, politique et réglementaire (barrières douanières, fiscalité...) et des conseils pour opérer, investir ou voyager.
- des liens vers les services de l'USCS, ainsi qu'un calendrier des prochaines actions de celui-ci.

Le site fita.org est classé 99 241e au niveau mondial et 35 771e aux États-Unis. L'audience provient principalement des États-Unis (48,7 %), d'Inde (8 %), de Chine (6,9 %) et d'Afrique du Sud (5,5 %). La France représente 2,5 % (source Alexa - 17/12/2010). Le site étant en anglais, la fréquentation est constituée très majoritairement de visiteurs anglophones. Les seules à échapper à cette règle sont les sociétés chinoises, mais cette exception reflète la place de la Chine dans le commerce mondial.

### Siteglobaltrade.net
Afin d'offrir aux PME importatrices / exportatrices et aux prestataires internationaux de nouveaux services, la FITA a signé en juin 2009 un partenariat public-privé avec l'USCS pour le lancement d'un site import export : Globaltrade.net. La Fédération des associations du commerce international a aussi signé d'autres partenariats avec l'UK Trade & Investment (UKTI), et le Hong Kong Trade Development Council (HKTDC), les agences du commerce extérieur du Royaume-Uni et de Hong Kong. Lors de l'ouverture de Globaltrade, le 8 novembre 2010, 13 autres partenaires étaient aussi présents : 8 associations du négoce international, 2 universités et 3 grandes places de marché mondial.
Par ces partenariats, ces organismes ont regroupé leurs moyens pour offrir, notamment aux PME, un certain nombre de services sur le site  Globaltrade.net, comme la publication d'études de marché export, de conseils sur le commerce international et la création d'une base de données mondiale de prestataires de services internationaux et d'agents import export.

## Études de marché sur le commerce international export
Les publications des agences gouvernementales, destinées à faciliter l'exportation, comprennent des études de secteur par pays et des conseils pratiques pour aborder chaque marché export. Globaltrade offre aussi la possibilité aux intervenants ou aux experts du négoce international de publier, au côté des agences publiques, de la documentation dans trois rubriques : point de vue d'expert, conseil et information. Au 1er juillet 2011, plus de 15 000 publications sur le commerce international / export étaient présentes sur le site.
- Parmi les rubriques pays les plus alimentées en documentation se trouvent : la Chine, les États-Unis, l'Inde, le Royaume-Uni, Singapour…
- Les secteurs économiques les plus représentés sont l'agriculture, l'agroalimentaire, l'énergie, la technologie, le médical et cosmétique, l'environnement et les services d'assistance aux entreprises (cette dernière catégorie d'étude étant particulièrement représentée pour les pays émergents). L'agriculture et l'agroalimentaire sont bien représentés grâce notamment aux publications du département de l'Agriculture  et de Agriculture et Agroalimentaire Canada.

Consultants de la documentation sur le commerce international : La consultation des études est ouverte gratuitement à toute personne (entreprise ou particulier, exportateur, importateur, prestataire ou agent international …) s'intéressant aux échanges internationaux contemporains. Les études sont disposées par pays (226), et par sujet (topic) ou industrie, pour permettre aux consultants d'accéder rapidement en cas de recherche précise.

## Prestataires de services internationaux et agents import export
La Fédération des Associations du Commerce International, par son site Globaltrade.net, offre aux fournisseurs de services internationaux des prestations pour améliorer leur visibilité. Parmi celles-ci se trouvent :
- la publication d'expertises sur son site au côté des agences du commerce extérieur,
- l'inscription dans une base de données de prestataires de services internationaux et d'agents import export pour les PME.

## Base de données de prestataires et agents import export pour les PME
En complément des études, Globaltrade.net constitue une base de données de prestataires de services pour les PME exportatrices ou importatrices. Les intervenants du négoce international pourront y choisir un expert international : 
- agent import export : agent commercial de négoce international, commissionnaire, courtier en négoce international, société de commerce international, grossiste import export, site de vente en ligne B2B,
- consultant import export :  consultant en marketing, intelligence économique, environnement, sécurité ou gestion de personnel, société de conseil en stratégie ou en management, expert en échanges internationaux,
- prestataire international : bureau d'étude, société de financement du négoce international, banque, assureur crédit-export, transitaire, entreprise de traduction, société de contrôle de qualité, société de conseil en propriété industrielle, avocat en commerce international, comptable international, fiscaliste, courtier en douane, courtier d'assurance, entreprise de transport international, conseiller en logistique, agence de voyages, agence immobilière ou de publicité, hôtel, centre de congrès, organisateur de salon export, et divers autres métiers du commerce mondial.

Les pays les plus représentés sont : États-Unis, Égypte, Royaume-Uni, Inde, Chine, Japon, France, Allemagne, Italie, Australie, Mexique, Pays-Bas, Canada, Turquie, Argentine et Corée.
Visibilité des prestataires internationaux et agents import export : Tout prestataire international peut créer un profil sur le site et proposer un contenu. Celui-ci sera publié, sous réserve de validation par l’équipe de rédaction de Globaltrade au côté des études des agences gouvernementales, et la référence du prestataire apparaitra dans la colonne des experts internationaux de la rubrique. Les fournisseurs de services d'Inde, des États-Unis et de Chine sont ceux qui ont le plus utilisé cette faculté.
Partenaires place de marché B2B mondial : Afin d'assurer aux prestataires une large visibilité auprès des intervenants du commerce international, Globaltrade a passé des accords de partenariat avec trois des principales places mondiales de marché B2B : Alibaba.com, Kompass  et Thomasnet classés respectivement 1er, 13e et 18e au niveau international par le site bridgat.com (février 2011). Alibaba.com est la principale place de marché B2B (business to business). Filiale du groupe chinois Aligroup, cette place marche particulièrement bien car elle bénéficie du dynamisme des exportations de la Chine.